# 덤 덤 걸스

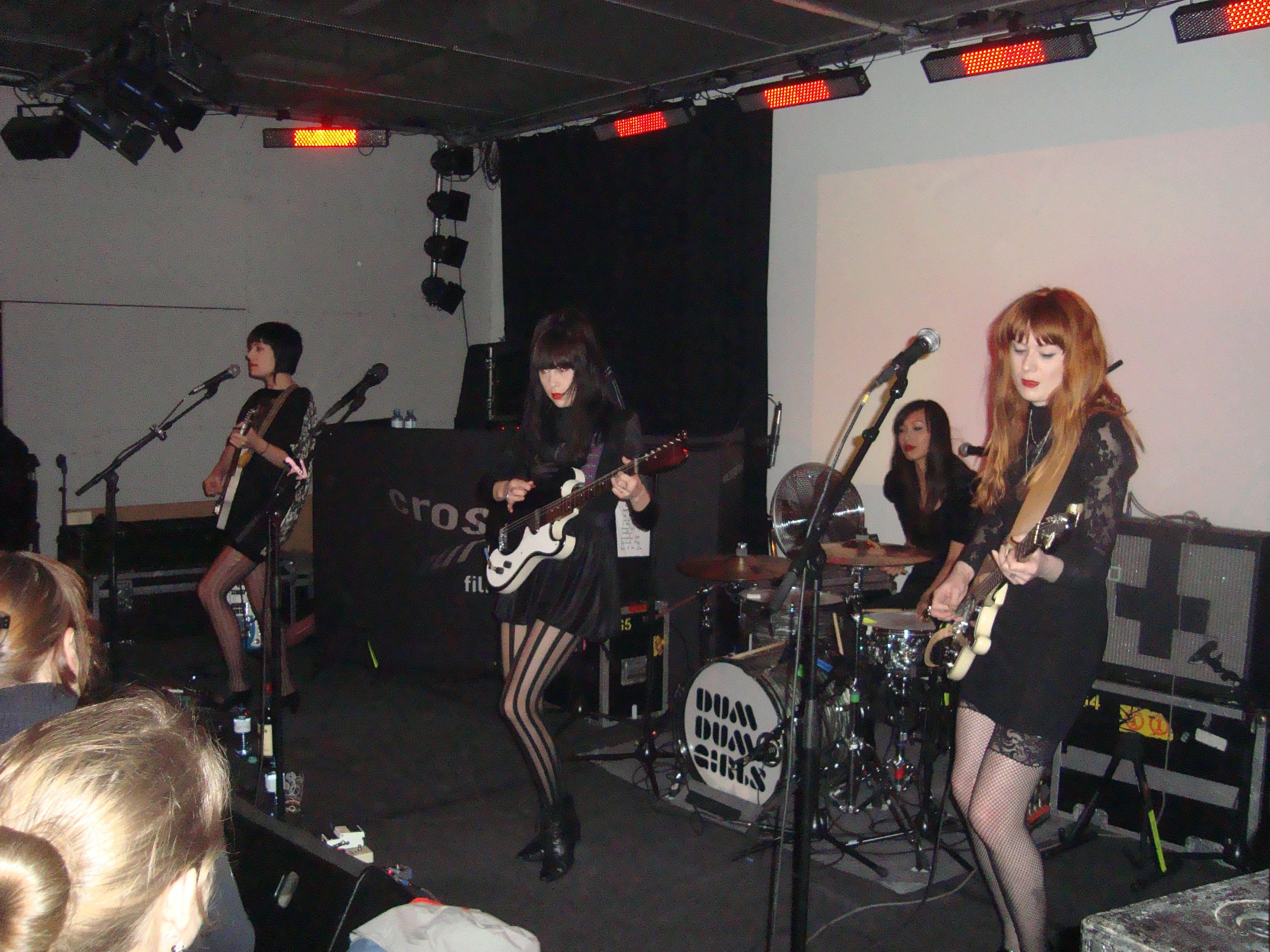
2011년 덤 덤 걸스의 모습

덤 덤 걸스(Dum Dum Girls)는 2008년 결성한 미국의 록 밴드이다. 싱어송라이터인 디 디(본명 크리스틴 건드레드)의 침실 녹음 프로젝트에서 시작되었으며 2016년까지 활동하였다. 덤 덤 걸스라는 이름은 바세린스의 음반 《Dum Dum》 및 이기 팝의 노래 〈Dum Dum Boys〉에 대한 이중 오마주이다.

## 역사
덤 덤 걸스라는 이름으로 처음 발매된 작품은 건드레드가 세운 주 뮤직(Zoo Music)에서 2008년 말 발매한 5곡이 담긴 CDR이다. 이후 캡처드 트랙스에서 EP를, 호잭 레코드에서 7인치 음반을 발매하였다. 건드레이드는 2009년 7월 서브 팝과 계약을 하며 인기를 얻었다.
덤 덤 걸스의 데뷔 음반 《I Will Be》는 2010년 3월 발매되어 평론가들로부터 호평을 받았다. 피치포크는 "진정한 이어웜"이라고 칭했다.디 디는 이전에 리처드 헬, 블론디, 고고스 등을 프로듀싱했던 리처드 고터러와 함께 음반을 프로듀싱했다. 이외에도 예 예 예스의 닉 지너가 〈Yours Alone〉에 참여하였고, 크로커다일스의 멤버이자 디 디의 전남편이었던 브랜던 웰체스는 〈Blank Girl〉에, 앤드류 밀러는 다양한 트랙에 참여했다. 음반 표지로 쓰인 사진은 2010년 암으로 사망한 디 디의 엄마가 대학에 다닐 당시 찍은 사진이다. 음반 발매 이후 디 디는 투어링 밴드를 결성하고 걸스의 지원 공연으로 첫 공연을 하였다.
2011년, 더 스미스의 〈There Is a Light That Never Goes Out〉의 커버를 포함한 EP 《He Gets Me High》가 발매되었다. 2013년 10월 31일, 덤 덤 걸스는 세 번째 정규 음반 《Too True》를 2014년 1월 28일 발매할 예정이란 사실과 함께 싱글 〈Lost Boys & Girls Club〉을 발매했다. 디 디는 이 음반에 대해 스웨이드, 블론디, 수지 앤 더 밴시스, 프리텐더스, 마돈나와 스톤 로지스의 영향을 받았다고 밝혔다.

## 밴드 멤버

### 최종 라인업
- 디 디 – 보컬, 기타
- 줄스 메데이로스 – 기타, 보컬
- 말리아 제임스 – 베이스, 보컬
- 샌드라 뷰 – 드럼, 보컬
- 앤드류 밀러 – 기타

### 이전
- 밤비 – 베이스, 보컬
- 프랭키 로즈 – 드럼, 보컬
- 제러미 로하스 – 베이스
- 앤드류 몬토야 – 드럼
- 브랜던 웰체스 – 기타
- 척 로웰 – 키보드

## 디스코그래피

### 정규 음반
- I Will Be (2010, HoZac Records/Sub Pop)
- Only in Dreams (2011, Sub Pop)
- Too True (2014, Sub Pop)

### EP
- Dum Dum Girls (2008, Zoo Music)
- Dum Dum Girls (2009, Captured Tracks)
- He Gets Me High (2011, Sub Pop)
- End of Daze (2012, Sub Pop)

### 싱글
- "Longhair" (2008, HoZac Records)
- "Jail La La" (2010, Sub Pop)
- "Pay for Me/Before It's Gone" split with Male Bonding (2010, Sub Pop)
- "Stiff Little Fingers" (2010, Hell Yes! Records)
- "Bhang Bhang, I'm a Burnout" (2010, Slumberland Records)
- "Coming Down (Edit)" (2011, Sub Pop)
- "Merry Xmas, Baby (Please Don't Die)" with Crocodiles (2011, Hell Yes! Records)
- Rookie Tunes split flexi disc with Supercute! (2012, Drawn & Quarterly)
- "Lord Knows"" (2012, Sub Pop)
- "Lost Boys & Girls Club" (2013, Sub Pop)
- "Rimbaud Eyes" (2014, Sub Pop)
- "On Christmas" (2014, self-released)
- "Coming Down" (2015, Sub Pop)
- "Red Sun" with Merchandise (2016, Sub Pop)

### 컴필레이션 음반
- Blissed Out 카세트 (2010, Art Fag Recordings)

### 비디오
- "Catholicked"
- "Jail La La"
- "Blank Girl"
- "Bhang Bhang, I'm a Burnout"
- "He Gets Me High"
- "Bedroom Eyes"
- "Coming Down"
- "Lord Knows"
- "Lost Boys & Girls Club"
- "Too True to Be Good"
- "Are You Okay?"
- "Rimbaud Eyes"
- "Under These Hands"